# Cleistocactus parapetiensis
Cleistocactus parapetiensis là một loài thực vật có hoa trong họ Cactaceae. Loài này được Cárdenas mô tả khoa học đầu tiên năm 1952.